# Gerrit Terdenge
Gerrit Terdenge, né le 30 janvier 1975, à Gelsenkirchen, en Allemagne, est un ancien joueur de basket-ball allemand. Il évolue aux postes d'ailier fort et de pivot. 